# Nombres dans le monde
Cette page contient des caractères spéciaux ou non latins. S’ils s’affichent mal (▯, ?, etc.), consultez la page d’aide Unicode.
Tableau présentant au travers des nombres un échantillon des langues et des écritures du monde.
Note : les mots indiqués en caractères italiques sont des translittérations approchantes.
| Z1 |

| Z1 |

| Z1 · Z1 |

| Z1 · Z1 |

| Z1 · Z1 · Z1 |

| Z1 · Z1 · Z1 |

| Z1 · Z1 · Z1 · Z1 |

| Z1 · Z1 · Z1 · Z1 |

| Z1 · Z1 · Z1 · Z1 · Z1 |

| Z1 · Z1 · Z1 · Z1 · Z1 |

| Z1 · Z1 · Z1 · Z1 · Z1 · Z1 |

| Z1 · Z1 · Z1 · Z1 · Z1 · Z1 |

| Z1 · Z1 · Z1 · Z1 · Z1 · Z1 · Z1 |

| Z1 · Z1 · Z1 · Z1 · Z1 · Z1 · Z1 |

| Z1 · Z1 · Z1 · Z1 · Z1 · Z1 · Z1 · Z1 |

| Z1 · Z1 · Z1 · Z1 · Z1 · Z1 · Z1 · Z1 |

| Z1 · Z1 · Z1 · Z1 · Z1 · Z1 · Z1 · Z1 · Z1 |

| Z1 · Z1 · Z1 · Z1 · Z1 · Z1 · Z1 · Z1 · Z1 |

| V20 |

| V20 |

| T21 · a · Z1 |

| T21 · a · Z1 |

| T22 | W24 · Z1 · Z1 |

| T22 | W24 · Z1 · Z1 |

| Aa1 · D52 | X1 · Z1 · Z1 · Z1 |

| Aa1 · D52 | X1 · Z1 · Z1 · Z1 |

| () | I9 · D46 | G43 | Z1 · Z1 · Z1 · Z1 |

| () | I9 · D46 | G43 | Z1 · Z1 · Z1 · Z1 |

| D46 | G43 | Z1 · Z1 · Z1 · Z1 · Z1 |

| D46 | G43 | Z1 · Z1 · Z1 · Z1 · Z1 |

| Z1 · Z1 · Z1 · Z1 · Z1 · Z1 |

| Z1 · Z1 · Z1 · Z1 · Z1 · Z1 |

| S29 | I9 · Aa1 | G43 | Z1 · Z1 · Z1 · Z1 · Z1 · Z1 · Z1 |

| S29 | I9 · Aa1 | G43 | Z1 · Z1 · Z1 · Z1 · Z1 · Z1 · Z1 |

| Z1 · Z1 · Z1 · Z1 · Z1 · Z1 · Z1 · Z1 |

| Z1 · Z1 · Z1 · Z1 · Z1 · Z1 · Z1 · Z1 |

| Q3 | S29 | I10 | Z1 · Z1 · Z1 · Z1 · Z1 · Z1 · Z1 · Z1 · Z1 |

| Q3 | S29 | I10 | Z1 · Z1 · Z1 · Z1 · Z1 · Z1 · Z1 · Z1 · Z1 |

| V20 |

| V20 |